# Sonnenhof (Projekt)
Sonnenhof ist die Bezeichnung eines Projektes des Landschaftsarchitekten Leberecht Migge in Worpswede aus den 1920er Jahren zur Selbstversorgung von begrenzter Bodenfläche.

## Geschichte und Grundlagen
Auf einem von ihm im Jahr 1920 erstandenen Grundstück in der Größe von einem Hektar mit Landhaus versorgte er seine zehnköpfige Familien und wollte damit den Nachweis erbringen, dass jedermann sich selbst versorgen kann. Gleichzeitig wollte er beweisen, dass man jeden Boden fruchtbar machen kann.
Bereits 1918 war für Leberecht Migge eine „Technisierung des deutschen Bodens“ notwendig, was er im Grünen Manifest ausführte.
Die theoretischen Grundlagen für dieses Projekt beschrieb Migge in seiner 1919 in Jena erschienenen Publikation Jedermann Selbstversorger. Eine Lösung der Siedlungsfrage durch neuen Gartenbau.
In den Jahren 1924/25 kommt es zu einer Zusammenarbeit mit Leopold Fischer, der den Sonnenhof, das Wohnhaus der Familie Migge, zum Ensemble erweitert. Auch mit der Siedlung seines Nachbarn Heinrich Vogeler war eine Zusammenarbeit vereinbart.

## Kritik und Rechtfertigung
Bereits in Worpswede stößt Migges Konzept auf Kritik. Carl Emil Uphoff kritisiert, dass Migge die Bodenqualität als zu vernachlässigende Größe betrachtet, die aber dennoch intensiv genutzt werden könne. Demgegenüber Migge: "Jeder Boden läßt sich, in Grenzen, zur Höchstleistung bringen – zur Not eben ganz ersetzen. (Jedermann Selbstversorger, S. 9f)
In seiner Publikation Der Soziale Garten aus dem Jahr 1927 (hier zitiert nach der Neuausgabe aus dem Jahr 1999) stellt Migge in einem eigenen Abschnitt (Ausgabe 1999, S. 164 – 168; dazu 12 Abbildungen: Fotos und Skizzen) den Sonnenhof in Worpswede vor. Er beklagt, dass ihn die Zweifel an dem in Jedermann Selbstversorger geäußerten Konzept, dass es auf den Boden nicht ankomme, ihm "zäh nachhinkten". Um "den Beweis anzutreten", dass seine These stimme, hätte der den Sonnenhof bewusst eingerichtet (Der Soziale Garten, Ausgabe 1999, S. 164f.). Migges Lösung besteht im Kern in dem planvollen Anlegen einer 15 – 20 cm dicken Humusschicht.

## Fortsetzung
Migge pachtete 1931 die Insel Dommelwall im Südosten Berlins. Er griff die Ideen des Sonnenhof-Projekts wieder auf und realisierte dort zusammen mit seiner Lebensgefährtin Liesel Elsaesser, der Ehefrau von Martin Elsaesser, die Sonneninsel.